# He Is My Master
He Is My Master (これが私の御主人様, Kore ga watashi no goshujin-sama) est un manga de Asu Tsubaki (dessins) et Mattsū (scénario) créé en  2002.
Il est adapté en une série d'animation de comédie ecchi de 12 épisodes diffusées en 2005.
Le manga est publié par Seven Seas Entertainment aux États-Unis.

## Synopsis
Izumi Sawatari et sa petite sœur Mitsuki, deux lycéennes, viennent de fuguer de chez elles sans un sou en poche, et se voient contraintes de trouver un travail rapidement. Toutefois le seul endroit où on accepte de les engager est un manoir occupé par Yoshitaka Nakabayashi, un adolescent pervers, millionnaire depuis la mort de ses parents, et dont le rêve est d'avoir à son service des soubrettes sexy. Izumi et Mitsuki sont tentées de refuser, mais leur alligator de compagnie ayant cassé des objets précieux, elles sont finalement contraintes de faire le ménage en tenue légère jusqu'au remboursement de leur dette. Plus tard, elles seront rejointes par une troisième fille, Anna, qui endossera elle aussi la tenue de soubrette si chère à Yoshitaka.

## Personnages

### Personnages principaux
Yoshitaka Nakabayashi (中林義貴, Nakabayashi Yoshitaka)
Voix japonaise : Junko Minagawa, voix française : Gwen Lebret
Yoshitaka est le jeune adolescent qui engage Izumi et Mitsuki. Dans son manoir, il n'existe pas une pièce où il n'a pas fait installer de caméra cachée permettant de se livrer à l'un de ses passe-temps favoris, à savoir espionner Izumi. Millionnaire depuis le décès de ses parents, il passe ses journées à humilier Izumi et ses nuits à dessiner des tenues de soubrettes qu'il lui fera porter le lendemain…
Izumi Sawatari (沢渡いずみ, Sawatari Izumi)
Voix japonaise : Masumi Asano, voix française : Francoise Escobar
La grande sœur de Mitsuki et le souffre-douleur préféré de Yoshitaka. Munie d'une poitrine particulièrement imposante, elle déclenche sans le vouloir une déferlante de situations comiques où elle est généralement victime de la perversité de Yoshitaka ou de Pochi, ou encore de l'amour passionné que lui porte Anna. Vouant une haine incommensurable à Yoshitaka, elle se refuse catégoriquement à l'appeler « Maître » (御主人様, Goshujin-sama) jusqu'à la fin de la série.
Mitsuki Sawatari (沢渡みつき, Sawatari Mitsuki)
Voix japonaise : Ai Shimizu, voix française : Isabelle Volpe
La petite sœur de Izumi. Grande comédienne, très énergique et ne pensant qu'à s'amuser sans penser aux conséquences, Mitsuki est le pilier central du déroulement de l'histoire. Sa manie de vouloir toujours résoudre les conflits par des concours ne fait qu'attirer des ennuis supplémentaires à Izumi (pour le plus grand plaisir de Yoshitaka), mais conduira aussi celui-ci à sa ruine…
Anna Kurauchi (倉内安奈, Kurauchi Anna)
Voix japonaise : Kana Ueda, voix française : Pascale Chemin
D'abord admiratrice, puis profondément amoureuse de Izumi, elle insiste pour venir travailler au manoir de Yoshitaka pour pouvoir être plus proche d'elle.
Pochi (ポチ, Pochi)
Voix japonaise : Kyōsei Tsukui, voix française : Frédéric Souterelle
Pochi est l'alligator de compagnie de Izumi et Mitsuki. Pas très futé, aussi pervers que Yoshitaka et horriblement jaloux, il est l'élément déclencheur de nombreuses situations cocasses et catastrophes au sein du manoir.

### Autres personnages
Chichi Sawatari (沢渡父, Sawatari Chichi)
Le père de Izumi et Mitsuki. Il vient compléter Yoshitaka et Pochi dans la catégorie des pervers lolicon, et tente désespérément de reprendre ses filles à plusieurs reprises.
Mizuho Sawatari (沢渡瑞穂, Sawatari Mizuho)
Voix japonaise : Sayaka Ohara
La mère de Izumi et Mitsuki. Plus sage que son mari, elle n'est absolument pas inquiète du fait que ses filles travaillent chez Yoshitaka.
Karin Sawatari (沢渡かりん, Sawatari Karin)
Voix japonaise : Rumi Shishido
La petite sœur de Izumi et Mitsuki. Elle vient parfois leur rendre visite, au grand dam de Izumi qui craint qu'elle ne termine aussi en uniforme de soubrette…
Shinji Kume (久米伸治, Kume Shinji)
Voix japonaise : , voix française : Jean-Marco Montalto
Alicia (アリシア, Alicia)
Voix japonaise : Natsuko Kuwatani
Seiichirou Nakabayashi (中林誠一郎, Nakabayashi Seiichirou)
Voix japonaise : Romi Paku
Takami Sugita (杉田多可美, Sugita Takami)
Voix japonaise : Ayako Kawasumi
Mattsū (まっつー, Mattsū) et Asu Tsubaki (椿あす, Tsubaki Asu)
Auteurs du manga, apparaissant sous la forme d'un alligator et d'un hamster perchés sur un nuage une fois par épisode, en principe à chaque fois que Izumi s'exclame « mon Dieu » (神様).

## Anime

### Fiche technique
- Titre original : Kore ga Watashi no Goshujin-sama
- Titres alternatifs : これが私の御主人様, HiMM (He is My Master)
- Genre : comédie, ecchi
- Durée : 12 X 24 = 288 min
- Année de production : 2005
- Studio : Gainax
- Licencié par : Kazé
- Réalisateur : Saeki Shôji
- Chara designer : Takamura Kazuhiro
- Compositeur : Nagaoka Seikō
- Scénariste : Saeki Shôji

### Voix françaises
- Version française
  - Société de doublage : Studios de Saint Maur
  - Direction artistique : Frédéric Souterelle
  - Adaptation des dialogues : Frédéric Roques

Source et légende : Version française (V. F.)